# Nazionale maschile di calcio del Mali
La nazionale di calcio del Mali è la rappresentativa calcistica nazionale del Mali ed è posta sotto l'egida della Fédération Malienne de Football. Fondata nel 1960, è affiliata alla FIFA dal 1962.
Nonostante la nazionale abbia ormai più di cinquant'anni di attività alle spalle e una buona competitività a livello continentale, non ha preso parte alle qualificazioni per il campionato del mondo prima del 2000 a causa di ripetuti abbandoni e non partecipazioni. Si è qualificata per tredici volte alla fase finale della Coppa d'Africa. Il suo miglior risultato nel torneo è la finale persa nel 1972 contro la Rep. del Congo (3-2), mentre è salita sul terzo gradino del podio nel 2012 e nel 2013 e in tre occasioni (1994, 2002 e 2004) ha chiuso il torneo in quarta posizione.
Ha vinto 3 Coppe Amílcar Cabral (1981, 1989, 2001).
Nel 2010, nella prima partita del primo turno della Coppa d'Africa, è stata protagonista di una rara rimonta da 0-4 a 4-4 contro l'Angola, avvenuta nell'ultimo quarto d'ora di gioco.
Nella graduatoria FIFA in vigore da agosto 1993 il miglior posizionamento raggiunto è stato il 23º posto nel giugno 2013, mentre il peggiore è stato il 117º posto di ottobre 2001; occupa il 54º posto della graduatoria.

## Storia

### Esordi e ascesa ai vertici del calcio africano (1960-1972)

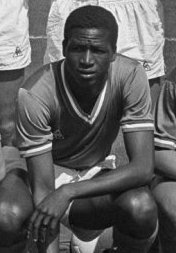
Salif Keïta nel 1968. Calciatore africano dell'anno nel 1970, ha vestito 28 volte la maglia del Mali, segnando 13 gol.

Il Sudan francese ottiene l'indipendenza dalla Francia nel 1960 e diviene Federazione del Mali insieme al Senegal. Qualche mese dopo, la federazione si scioglie e nasce la Repubblica del Mali.
Dopo la fondazione della federazione calcistica del Mali, nel 1960 la nazionale partecipa alla Coppa Kwame Nkrumah, dove vince contro la Sierra Leone  il 10 luglio a Bamako grazie ad un gol di Karounga Kéïta.
La Repubblica del Mali gioca il suo primo match dopo l'indipendenza il 22 settembre 1960 contro la Nigeria. L'8 novembre 1960 a Lagos vince per 3-1. Questa la formazione maliana scesa in campo: Abdoulaye Traoré dit M'Baye Elastique, Bouaré, Oumar Traoré, Labass, Bakaridian Samaké, Seydou Daw, Abdoulaye Diawara "Blocus", M'Baye Niambélé, Boubacar Touré, Karounga Kéïta.
Finalista della Coppa Kwame Nkrumah del 1963, perde per 4-0 con il Ghana ad Accra, dopo aver eliminato, il 24 febbraio 1963, il Senegal nel primo incontro tra le due squadre dopo la separazione della Federazione del Mali, avvenuta il 19 agosto 1960. In quella squadra figurano Ousmane Traoré "Ousmanebléni", Abdoulaye Diawara “Blocus”, il portiere Abdoulaye Traoré "Elastic".
Il Mali prende poi parte alle eliminatorie della Coppa d'Africa 1965.
Nel 1965 è finalista dei Giochi panafricani di Brazzaville, in Congo, dove in finale affronta i padroni di casa. La partita si conclude sullo 0-0 dopo due tempi supplementari, uno di 30 e uno di 20 minuti. Avendo ottenuto più calci d'angolo dei maliani (7 contro 2), i congolesi vinsero il trofeo, come previsto dal regolamento.
Il Mali partecipa per la prima volta alla Coppa d'Africa in occasione dell'edizione del 1972. Allenata dal tedesco Karl-Heinz Weigang, la squadra giunge in finale, a Yaoundé contro la Rep. del Congo e perde per 3-2. Il maliano Fantamady Keita si laurea miglior marcatore del torneo con 5 reti.

### Declino del calcio maliano (1972-1994)
A quattro anni dall'inizio della dittatura militare di Moussa Traoré, durata dal 1968 al 1991, la nazionale maliana entra in una fase di declino. La squadra non parteciperà ad alcuna fase finale della Coppa d'Africa (per mancate qualificazioni o iscrizioni) e per un anno sarà esclusa dalla CAF dai tornei continentali a seguito delle minacce rivolte dal colonnello Tiécoro Bagayoko, membro del Comitato militare di liberazione nazionale e capo dei servizi di sicurezza del Mali, nei riguardi della classe arbitrale.
In questo periodo il Mali mette a referto la migliore vittoria della sua storia, battendo per 6-0 la Mauritania il 1º maggio 1975, e una delle sconfitte più larghe della sua storia, perdendo per 7-0 contro l'Algeria il 13 novembre 1988.
Nel 1989 il Mali vince per la prima volta la Coppa Amílcar Cabral.
Nel 1991, deposta la dittatura militare, la nazionale maliana di calcio torna sulla scena internazionale.

### Una schiarita e risultati altalenanti (1994-2002)
Dopo un'assenza di ventidue anni, il Mali si qualifica per la Coppa d'Africa in occasione dell'edizione del 1994, giocata in Tunisia. Il 26 marzo 1994 batte a Tunisi la Tunisia padrona di casa per 2-0 di fronte a 45.000 spettatori, nella gara inaugurale del torneo. Pur perdendo due giorni dopo contro lo Zaire (0-1) a Tunisi, si qualifica per la fase successiva grazie al secondo posto nel girone. Ai quarti di finale, il 2 aprile, elimina l'Egitto battendolo per 1-0 sempre a Tunisi, prima di cadere per 2-4 ai tiri di rigore nella semifinale del 6 aprile contro la Nigeria poi vincitrice del trofeo (2-2 dopo i tempi supplementari). Nella finale per il terzo posto, il 10 aprile a Tunisi, perde per 3-1 contro la Costa d'Avorio, chiudendo al quarto posto.
Nel 1997 il Mali vince per la seconda volta la Coppa Amílcar Cabral. Il 5 settembre di quell'anno fa, invece, registrare una delle peggiori sconfitte della propria storia, perdendo per 8-1 contro il Kuwait.
Ritiratasi prima del sorteggio delle qualificazioni CAF sia al campionato del mondo 1994 sia al campionato del mondo 1998, nelle qualificazioni al campionato del mondo 2002 la selezione maliana delude ed esce già contro la Libia nel turno preliminare dell'aprile 2000.
Dal 1996 al 2000 il Mali manca la qualificazione a tre edizioni consecutive della Coppa d'Africa (1996, 1998 e 2000), ma ottiene il terzo posto al mondiale Under-20 del 1999 in Nigeria, torneo che vede emergere giovani talenti quali Seydou Keita (eletto miglior giocatore del torneo) e Mahamadou Dissa (capocannoniere della manifestazione).

### Ritorno ai vertici continentali (2002-2004)
Ammessa alla fase finale della Coppa d'Africa 2002 in qualità di nazionale del paese ospitante, la compagine maliana riesce a raggiungere la semifinale del torneo. Superato il girone alle spalle della Nigeria con due pareggi (1-1 contro la Liberia e 0-0 contro la Nigeria) e una vittoria 2-0 contro l'Algeria), la squadra elimina ai quarti il Sudafrica (2-0 con gol di Bassala Touré e Dramane Coulibaly), ma in semifinale, di fronte ai 50.000 spettatori di Bamako, perde per 3-0 contro il Camerun poi vincitore del trofeo. Nella finale di consolazione è sconfitto per 1-0 dalla Nigeria e chiude quarto, come sei anni prima.
Presente anche alla Coppa d'Africa 2004 dopo aver vinto il girone di qualificazione sorpassando lo Zimbabwe per una migliore differenza reti, il Mali riesce a confermarsi tra le prime quattro nazionali d'Africa. Vinto il girone con Senegal, Kenya e Burkina Faso (3-1 al Kenya, 3-1 al Burkina Faso e 1-1 con il Senegal), elimina ai quarti la Guinea (2-1), ma è eliminato in semifinale dal Marocco (4-0) (2-1). La finale per il terzo posto è ancora una volta contro i nigeriani, che si impongono per 2-1, lasciando al Mali il quarto posto. Frédéric Kanouté, autore di 4 gol, figura nella squadra ideale del torneo ed è capocannoniere di questa edizione della Coppa d'Africa insieme ad altri tre calciatori.
Nel 2005 il Mali vince a Bamako la Coppa delle nazioni dell'Africa occidentale.

### Delusioni (2006-2010)
Dopo un biennio tutto sommato soddisfacente, il Mali attraversa una fase di crisi di risultati, malgrado possa contare su una generazione di calciatori molto validi affermatisi nei campionati europei, come Frédéric Kanouté (Siviglia), Mamadou Diarra (Real Madrid), Momo Sissoko (Juventus), Seydou Keïta (Barcellona).
Malgrado un organico sulla carta di prim'ordine, il Mali manca sia la qualificazione alla Coppa d'Africa 2006 che al campionato del mondo 2006 (penultimo nel girone di qualificazione).

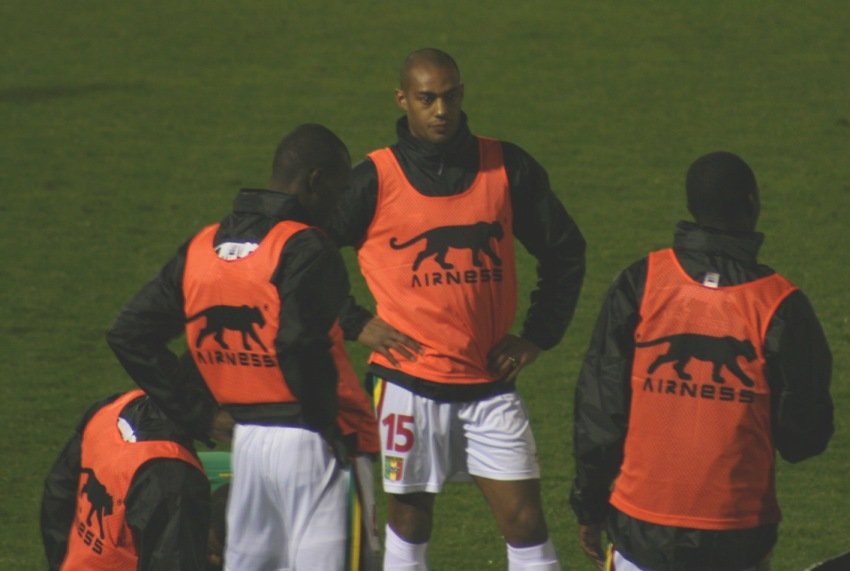
Giocatori del Mali in campo per l'amichevole contro la allo Stade Marville di La Courneuve, in Francia, il 6 febbraio 2007

Nel 2007 vince per la terza volta la Coppa Amílcar Cabral.
Si qualifica per la Coppa d'Africa 2008 vincendo il girone eliminatorio grazie al successo all'ultima giornata contro il Togo (2-0). Inserito in un girone con Benin, Nigeria e Costa d'Avorio, ottiene tre punti contro il Benin (1-0), un punto contro la Nigeria (0-0) e perde contro la Costa d'Avorio (3-0), venendo eliminato al primo turno del torneo per la prima volta nella sua storia.

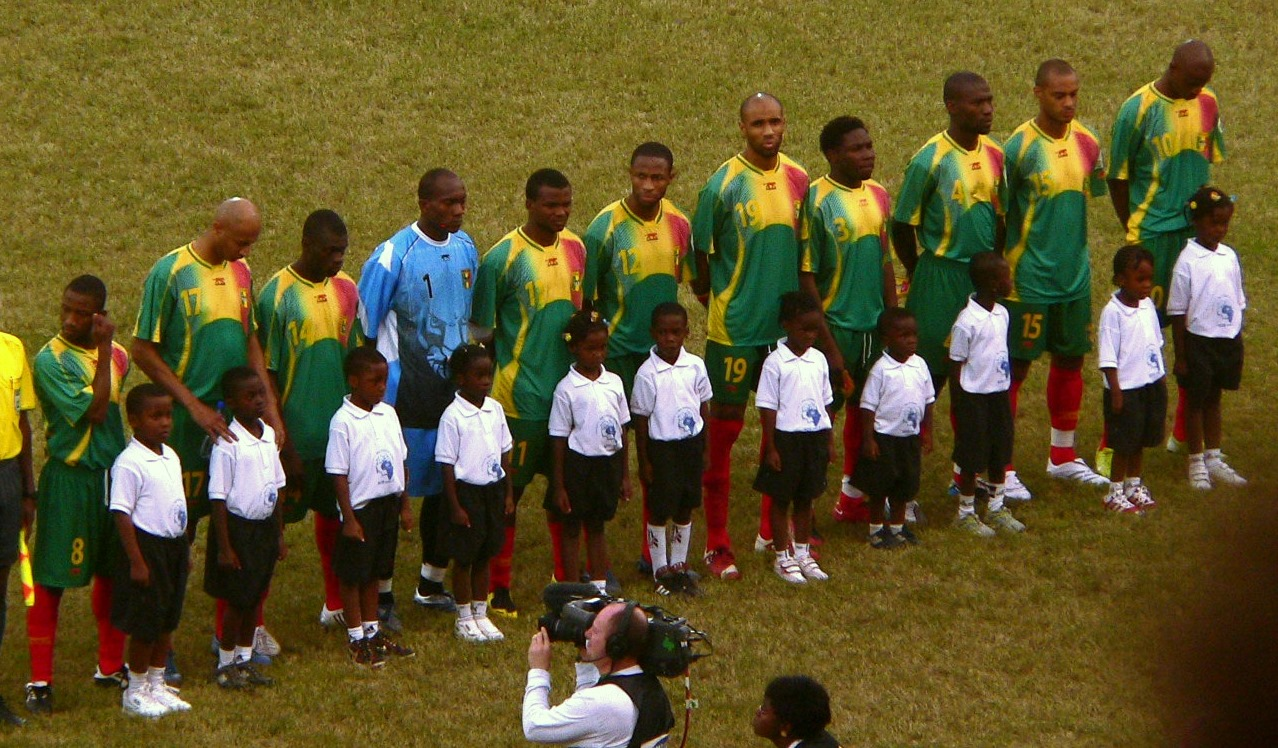
Il Mali sconfitto ad Accra dalla nella Coppa d'Africa 2008

Nel 2008, con una squadra composta da calciatori militanti nel campionato locale, prende parte al Torneo dell'Unione economica e monetaria ovest-africana, dove perde in finale a Bamako ai rigori contro la Costa d'Avorio.
Il Mali fallisce anche la qualificazione al campionato del mondo 2010. Malgrado qualche sconfitta sorprendente (contro Sudan e Rep. del Congo), vince il girone eliminatorio del secondo turno e accede al terzo turno di qualificazione, dove nel gruppo trova Ghana, Benin e Sudan. Chiude al terzo posto, a quattro punti dal Ghana capolista, e manca l'accesso a Sudafrica 2010, ma ottiene la qualificazione alla Coppa d'Africa 2010. Nella fase finale del torneo continentale esce però al primo turno, nel girone con i padroni di casa dell'Angola, dell'Algeria e del Malawi. Pareggia con l'Angola (4-4), perde con l'Algeria (1-0) e batte il Malawi (3-1), terminando il girone al terzo posto, a un punto dall'Angola e a pari punti con l'Algeria · .

### Rinascita (2010-2013)
Il Mali è finalista del Torneo dell'Unione economica e monetaria ovest-africana del 2001, sconfitto in finale contro il Senegal con una squadra interamente composta da giocatori militanti nel campionato maliano.

Mali e in campo per la finale per il terzo posto della Coppa d'Africa 2012

Dopo la bruciante eliminazione alla Coppa d'Africa 2010, la federazione ingaggia il francese Alain Giresse al posto del CT Stephen Keshi. Il debutto nelle eliminatorie della Coppa d'Africa 2012 è negativo a causa della sconfitta per 1-0 in casa di Capo Verde, ma nella gara di ritorno il Mali vince per 3-0 e poi si rilancia battendo la Liberia per 2-1. Il cammino del nuovo CT prosegue con una vittoria contro la RD del Congo (3-1) e una sconfitta di misura contro la Costa d'Avorio.
La fase finale della Coppa d'Africa 2012 vede il Mali, capitanato da Seydou Keita, decimato dalle assenze. Mancano Mohamed Sissoko (ritiratosi temporaneamente dalla nazionale), Mahamadou Diarra (svincolato), Adama Coulibaly, Sigamary Diarra, Amadou Sidibé, Mahamane Traoré, Mohamed Fofana e Khalilou Traoré (tutti infortunati).
La competizione parte con una vittoria per 1-0 contro la Guinea e prosegue con la sconfitta per 2-0 contro il Ghana. Il successo contro il Botswana grazie ad un gol di Seydou Keita consente ai maliani di qualificarsi ai quarti di finale, dove la squadra di Giresse elimina il Gabon ai tiri di rigore (l'ultimo tiro dal dischetto, quello decisivo, è di Keita). In semifinale, contro la Costa d'Avorio di Didier Drogba, il Mali perde per 1-0, ma vince per 2-0 contro il Ghana la finale di consolazione, chiudendo così terzo · . Cheick Diabaté, autore di 3 gol, è capocannoniere del torneo ex aequo con un altro calciatore. Adama Tamboura e Seydou Keita figurano nell'undici ideale della Coppa d'Africa redatto dalla CAF e Cheick Diabaté è tra le riserve della squadra ideale del torneo. Nel torneo si mettono in luce anche il 23enne Samba Diakité e il portiere Soumbeyla Diakité, protagonista contro la Guinea. La squadra maliana torna dunque sul podio continentale dopo quarant'anni, vincendo per la prima volta la finale per il terzo posto, già persa in tre occasioni (1994, 2002 e 2004).
Nel maggio 2012 Giresse non raggiunge un accordo sul rinnovo del contratto e lascia la panchina della nazionale. La federazione ingaggia al suo posto Amadou Pathe Diallo, in attesa della nomina di Patrice Carteron, in carica dal luglio 2012.
Nel giugno 2012 il Mali inizia il suo percorso nelle eliminatorie del mondiale di Brasile 2014 nel girone con Algeria, Benin e Ruanda.
Qualificatasi alla Coppa d'Africa 2013 grazie al successo contro il Botswana ottenuto nell'ottobre 2012, la nazionale si presenta alla fase finale della coppa proprio mentre nel paese maliano infuria una guerra. Nella rosa che vola in Sudafrica per disputare il torneo mancano il giocatore del Fulham Mahamadou Diarra, infortunato al ginocchio e Bakaye Traoré del Milan, mentre torna Mohamed Sissoko, militante nel PSG. Sambou Yatabaré abbandonerà il ritiro della nazionale per la scarsa considerazione riservatagli dal CT nelle prime due partite del primo turno. Il Mali ottiene dapprima il secondo posto nel girone di prima fase, alle spalle del Ghana, con una vittoria (1-0 contro il Nigeria), una sconfitta (1-0 contro il Ghana) e un pareggio (1-1 contro la RD del Congo). Ai quarti, il 2 febbraio, batte per 3-1 il Sudafrica padrone di casa ai tiri di rigore (1-1 dopo i tempi supplementari), ma in semifinale perde male (1-4) contro la Nigeria poi laureatasi campione d'Africa. Giunge sul podio sconfiggendo per 3-1 il Ghana nella "finalina".

### Nuova crisi e progressi (2013-oggi)
Eliminata nel settembre 2013 nella seconda fase delle qualificazioni CAF al campionato del mondo 2014 (secondo posto nel girone vinto dall'Algeria e comprendente anche Benin e Ruanda), la squadra è affidata a dicembre al polacco Henryk Kasperczak, con cui si qualifica alla Coppa d'Africa 2015, dove esce al primo turno dopo tre pareggi per 1-1 contro Camerun, Costa d'Avorio e Guinea. Kasperczak si dimette e al suo posto subentra di nuovo il francese Alain Giresse, al secondo incarico con la nazionale africana.
Il percorso nella fase finale della Coppa d'Africa 2017 si conclude ancora una volta con l'eliminazione al primo turno (0-0 contro l'Egitto, sconfitta per 1-0 contro il Ghana e 1-1 contro l'Uganda). Nelle qualificazioni al campionato del mondo 2018 il Mali non va oltre l'ultimo posto nel girone del terzo turno. Nel settembre 2017 il CT Giresse lascia la nazionale e viene rimpiazzato dal ct ad interim Mohamed Magassouba, sotto la cui guida il Mali si qualifica alla Coppa d'Africa 2019: qui vince il girone con 2 vittorie e un pari in 3 partite, poi viene eliminato agli ottavi di finale dalla Costa d'Avorio.
Nell'ottobre 2019 Magassouba assume l'incarico di CT della nazionale maliana in via definitiva. Qualificatosi alla Coppa d'Africa 2021, il Mali supera la prima fase della competizione, giocata nel 2022, come primo classificato nel girone, con 2 vittorie e un pari in 3 partite e una differenza reti migliore rispetto al Gambia (che conclude la prima fase con gli stessi punti dei maliani); agli ottavi di finale la squadra maliana viene estromessa dal torneo dalla Guinea Equatoriale, che si impone per 6-5 ai tiri di rigore dopo lo 0-0 dei tempi supplementari. Nelle qualificazioni al campionato del mondo 2022 il Mali, dopo aver vinto il girone eliminatorio con 5 successi e un pareggio in 6 partite, arriva a disputare gli spareggi conclusivi, dove viene eliminato nel doppio confronto con la Tunisia (0-1 a Bamako e 0-0 a Radès).

## Colori e simboli

### Divise storiche
| Qual. Coppa d'Africa 2012                                                                                       | Qual. Coppa d'Africa 2012                                                           | Qual. Coppa d'Africa 2012 | Qual. Coppa d'Africa 2012 |
| --- | ----------------------------------------------------------------------------------- | ------------------------- | ------------------------- |
| Casa | Trasferta                                                                           |                           |                           |
| Manica sinistra · Maglietta · Maglietta · Manica destra · Pantaloncini · Pantaloncini · Calzettoni · Calzettoni | Manica sinistra · Maglietta · Maglietta · Manica destra · Pantaloncini · Calzettoni |                           |                           |
| Airness |                                                                                     |                           |                           |

| Coppa d'Africa 2012                                                                                                   | Coppa d'Africa 2012                                                                                                   | Coppa d'Africa 2012 | Coppa d'Africa 2012 |
| --- | --- | ------------------- | ------------------- |
| Casa | Trasferta |                     |                     |
| Manica sinistra · Manica sinistra · Maglietta · Maglietta · Manica destra · Manica destra · Pantaloncini · Calzettoni | Manica sinistra · Manica sinistra · Maglietta · Maglietta · Manica destra · Manica destra · Pantaloncini · Calzettoni |                     |                     |
| Airness | |                     |                     |

| Coppa d'Africa 2013                                                                 | Coppa d'Africa 2013                                                                 | Coppa d'Africa 2013 | Coppa d'Africa 2013 |
| ----------------------------------------------------------------------------------- | ----------------------------------------------------------------------------------- | ------------------- | ------------------- |
| Casa                                                                                | Trasferta                                                                           |                     |                     |
| Manica sinistra · Maglietta · Maglietta · Manica destra · Pantaloncini · Calzettoni | Manica sinistra · Maglietta · Maglietta · Manica destra · Pantaloncini · Calzettoni |                     |                     |
| Airness                                                                             |                                                                                     |                     |                     |

| Coppa d'Africa 2017 | Coppa d'Africa 2017 | Coppa d'Africa 2017 | Coppa d'Africa 2017 |
| --- | --- | ------------------- | ------------------- |
| Casa | Trasferta |                     |                     |
| Manica sinistra · Manica sinistra · Maglietta · Maglietta · Manica destra · Manica destra · Pantaloncini · Pantaloncini · Calzettoni · Calzettoni | Manica sinistra · Manica sinistra · Maglietta · Maglietta · Manica destra · Manica destra · Pantaloncini · Pantaloncini · Calzettoni · Calzettoni |                     |                     |
| Airness | |                     |                     |

| Coppa d'Africa 2021 | Coppa d'Africa 2021                                                                                                   | Coppa d'Africa 2021 | Coppa d'Africa 2021 |
| --- | --- | ------------------- | ------------------- |
| Casa | Trasferta |                     |                     |
| Manica sinistra · Manica sinistra · Maglietta · Maglietta · Manica destra · Manica destra · Pantaloncini · Pantaloncini · Calzettoni | Manica sinistra · Manica sinistra · Maglietta · Maglietta · Manica destra · Manica destra · Pantaloncini · Calzettoni |                     |                     |
| Airness | |                     |                     |

## Commissari tecnici

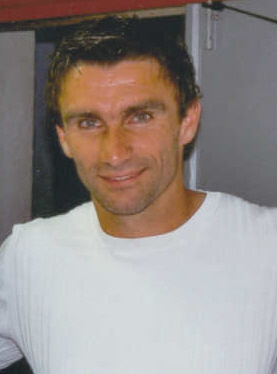
Patrice Carteron, allenatore della nazionale maliana dal 2012 al 2013

- 1960-1966:  Ben Oumar Sy
- ????-1970:  György Tóth
- 1970-1973:  Karl-Heinz Weigang
- 1979-1987:  Nikolaï Golovko
- ????-1989:  Kidian Diallo
- ????-1993:  Molobaly Sissoko
- 1993-1997:  Mamadou Keïta
- 1998-2000:  Christian Sarramagna
- 2000-2001:  Romano Mattè
- 2001-2002:  Henryk Kasperczak
- 2002-2003:  Christian Dalger
- 2003-2004:  Henri Stambouli
- 2004:  Alain Moizan
- 2004-2005:  Mamadou Keïta
- 2005-2006:  Pierre Lechantre
- 2006:  Christian Sarramagna
- 2006-2009:  Jean-François Jodar
- 2008-2010:  Stephen Keshi
- 2010-2012:  Alain Giresse
- 2012:  Amadou Pathe Diallo
- 2012-2013  Patrice Carteron
- 2013-2015  Henryk Kasperczak
- 2015-2017  Alain Giresse
- 2017-2022  Mohamed Magassouba
- 2022-In corso  Éric Chelle

## Palmarès
- Torneo Amilcar Cabral: 3

Mali 1989, Gambia 1997, Guinea Bissau 2007

## Partecipazione ai tornei internazionali
Legenda: Grassetto: Risultato migliore, Corsivo: Mancate partecipazioni

| Coppa Amilcar Cabral - 1979 - Secondo posto - 1980 - Primo turno - 1981 - Secondo posto - 1982 - Terzo posto - 1983 - Terzo posto - 1984 - Terzo posto - 1985 - Terzo posto - 1986 - Primo turno - 1987 - Secondo posto - 1988 - Secondo posto - 1989 - Campione - 1991 - Primo turno - 1993 - Quarto posto - 1995 - Primo turno - 1997 - Campione - 2000 - Quarto posto - 2001 - Terzo posto - 2005 - Terzo posto - 2007 - Campione | Coppa WAFU - 2002 - Cancellata - 2010 - Non partecipante - 2011 - Ritirata - 2013 - Non partecipante - 2017 - Primo turno - 2019 - Semifinale | Coppa CEDEAO - 1977 - Non qualificata - 1983 - Terzo posto - 1985 - Turno di qualificazione - 1987 - Non partecipante - 1990 - Non partecipante - 1991 - Non partecipante |

## Tutte le rose

### Coppa d'Africa
Coppa d'Africa 1994P Farota, P K. Kéïta, D Dembelé, D Diop, D Guindo, D Mo. Keita, D So. Sangare, D A. K. Sidibé, D M. Sidibé, C Diallo, C N'Diaye, C H. Sangaré, C Sé. Sangaré, C I. S. Touré, C A. Traoré, C B. Traoré, A Camara, A Coulibaly, A Mak. Keita, A Soumano, A B. Touré, A S. Traoré, CT: Mam. Keita
Coppa d'Africa 20021 M. Sidibé, 2 D. Diakité, 3 S. Diawara, 4 A. Coulibaly, 5 F. Diawara, 6 M. Diarra, 7 Dabo, 8 Touré, 9 Bagayoko, 10 S. Coulibaly, 11 D. Sidibé, 12 S. Keita, 13 Camara, 14 Doukantié, 15 B. Diarra, 16 K. Kéïta, 17 Dr. Coulibaly, 18 Dissa, 19 Ad. Diakité, 20 Haïdara, 21 Da. Coulibaly, 22 Ab. Diakité, CT: Kasperczak
Coppa d'Africa 20041 M. Sidibé, 2 Diamoutene, 3 Diawara, 4 A. Coulibaly, 5 Thiam, 6 Diarra, 7 Sidibe, 8 Touré, 9 Abouta, 10 S. Coulibaly, 11 D. Sidibé, 12 Keita, 13 Koné, 14 D. Coulibaly, 15 Demba, 16 Bathily, 17 S. Traoré, 18 Sissoko, 19 Kanouté, 20 D. Traoré, 21 M. Traoré, 22 Tangara, CT: Stambouli
Coppa d'Africa 20081 M. Sidibé, 2 Koné, 3 Tamboura, 4 A. Coulibaly, 5 Diamoutene, 6 Diarra, 7 Sidibe, 8 Touré, 9 A. Sidibé, 10 D. Traoré, 11 D. Sidibé, 12 Keita, 13 Diallo, 14 D. Diakité, 15 Kanté, 16 S. Diakité, 17 S. Traoré, 18 Dembélé, 19 Kanouté, 20 M. Sissoko, 21 Dissa, 22 O. Sissoko, 23 M. Coulibaly, CT: Jodar
Coppa d'Africa 20101 Sidibé, 2 Berthé, 3 Tamboura, 4 Sow, 5 Diamoutene, 6 Diarra, 7 N'Diaye, 8 Diallo, 9 Bagayoko, 10 M. Maïga, 11 Samassa, 12 Keita, 13 Soumaré, 14 A. Traoré, 15 B. Traoré, 16 Diakité, 17 M. Traoré, 18 M. Sissoko, 19 Kanouté, 20 Fané, 21 Yatabaré, 22 O. Sissoko, 23 A. Maïga, CT: Keshi
Coppa d'Africa 20121 Sissoko, 2 A. Maïga, 3 Tamboura, 4 Berthé, 5 Kanté, 6 Yatabaré, 7 A. Traoré, 8 So. Keïta, 9 Diabaté, 10 M. Maïga, 11 Dembélé, 12 Se. Keita, 13 I. Coulibaly, 14 D. Diakité, 15 B. Traoré, 16 So. Diakité, 17 M. Traoré, 18 Sow, 19 Koné, 20 Sa. Diakité, 21 N'Diaye, 22 Sogoba, 23 O. Coulibaly, CT: Giresse
Coppa d'Africa 20131 Samassa, 2 Diawara, 3 Tamboura, 4 A. Coulibaly, 5 I. Coulibaly, 6 Sissoko, 7 C. Diarra, 8 K. Traoré, 9 Diabaté, 10 Maïga, 11 S. Diarra, 12 Keita, 13 Wague, 14 Yatabaré, 15 Samassa, 16 So. Diakité, 17 M. Traoré, 18 Sow, 19 S. Coulibaly, 20 Sa. Diakité, 21 N'Diaye, 22 Yirango, 23 O. Coulibaly, CT: Carteron
Coppa d'Africa 20171 Sissoko, 2 H. Traoré, 3 Koné, 4 S. Coulibaly, 5 C. Traoré, 6 L. Coulibaly, 7 M. Yatabaré, 8 Sylla, 9 Marega, 10 K. Coulibaly, 11 Sako, 12 Doumbia, 13 Wague, 14 S. Yatabaré, 15 Konaté, 16 Diakité, 17 Mam. N'Diaye, 18 Sow, 19 A. Traoré, 20 Bissouma, 21 Mah. N'Diaye, 22 Diarra, 23 O. Coulibaly, CT: Giresse
Coppa d'Africa 20191 Mounkoro, 2 H. Traoré, 3 Koné, 4 A. Haidara, 5 Kouyaté, 6 M. Haïdara, 7 Doumbia, 8 Samassékou, 9 Marega, 10 K. Coulibaly, 11 L. Coulibaly, 12 Koïta, 13 Wague, 14 A. Traoré, 15 Fofana, 16 Diarra, 17 Sacko, 18 Doucouré, 19 Djenepo, 20 Niane, 21 A. Traoré, 22 Kéïta, 23 Diaby, CT: Magassouba
Coppa d'Africa 20211 Mounkoro, 2 Hama. Traoré, 3 C. Traoré, 4 Haidara, 5 Kouyaté, 6 Haïdara, 7 Doumbia, 8 Samassékou, 9 Touré, 10 K. Coulibaly, 11 L. Coulibaly, 12 Sissako, 13 S. Coulibaly, 14 A. M. Traoré, 15 Fofana, 16 Diarra, 17 Sacko, 18 Koné, 19 Djenepo, 20 Bissouma, 21 A. N. Traoré, 22 Diawara, 23 Dieng, 24 Samaké, 25 Sinayoko, 26 Camara, 27 Kouamé, 28 Hami. Traoré, CT: Magassouba
Coppa d'Africa 20231 Diawara, 2 H. Traoré, 3 Dante, 4 Haidara, 5 Kouyaté, 6 S. Niakaté, 7 M. Doumbia, 8 Samassékou, 9 Sissoko, 10 Bissouma, 11 L. Coulibaly, 12 Camara, 13 M. Diarra, 14 Doucouré, 15 Fofana, 16 D. Diarra, 17 Sacko, 18 Y. Niakaté, 19 Diabaté, 20 Koïta, 21 A. Traoré, 22 A. Doumbia, 23 Dieng, 24 B. Traoré, 25 Sinayoko, 26 K. Doumbia, 27 Dorgeles, CT: Chelle

### Giochi olimpici
NOTA: per le informazioni sulle rose successive al 1948 visionare la pagina della Nazionale olimpica.

## Rosa attuale
Lista dei giocatori convocati per la doppia partita di qualificazione ai mondiali 2022 contro la Tunisia del 25 e 29 marzo 2022.
Statistiche aggiornate al 29 marzo 2022.
| 16 | P | Djigui Diarra        | 27 febbraio 1995  | 48 | 0  | Young Africans        |  |  |
| 1  | P | Ibrahim Mounkoro     | 23 febbraio 1990  | 14 | 0  | Mazembe               |  |  |
|    | P | Ismael Diawara       | 11 novembre 1994  | 1  | 0  | Malmö                 |  |  |
|    |   |                      |                   |    |    |                       |  |  |
|    | D | Hamari Traoré        | 27 gennaio 1992   | 41 | 1  | Rennes                |  |  |
| 15 | D | Mamadou Fofana       | 21 gennaio 1998   | 24 | 2  | Amiens                |  |  |
| 5  | D | Boubakar Kouyaté     | 15 aprile 1997    | 16 | 0  | Metz                  |  |  |
| 6  | D | Massadio Haïdara     | 2 dicembre 1992   | 13 | 1  | Lens                  |  |  |
|    | D | Senou Coulibaly      | 4 settembre 1994  | 3  | 0  | Digione               |  |  |
| 12 | D | Moussa Sissako       | 10 novembre 2000  | 4  | 0  | Standard Liegi        |  |  |
| 17 | D | Cheick Traoré        | 31 marzo 1995     | 2  | 0  | Digione               |  |  |
| 3  | D | Amadou Dante         | 7 ottobre 2000    | 0  | 0  | Sturm Graz            |  |  |
| 2  | D | Almamy Touré         | 28 aprile 1996    | 0  | 0  | Eintracht Francoforte |  |  |
|    | D | Salim Diakité        | 3 giugno 2000     | 0  | 0  | Palermo               |  |  |
|    |   |                      |                   |    |    |                       |  |  |
|    | C | Lassana Coulibaly    | 10 aprile 1996    | 28 | 0  | Lecce                 |  |  |
| 4  | C | Amadou Haidara       | 31 gennaio 1998   | 30 | 2  | RB Lipsia             |  |  |
| 10 | C | Yves Bissouma        | 30 agosto 1996    | 25 | 3  | Brighton              |  |  |
| 8  | C | Diadie Samassékou    | 11 gennaio 1996   | 24 | 1  | Hoffenheim            |  |  |
| 23 | C | Aliou Dieng          | 16 ottobre 1997   | 21 | 1  | Al-Ahly               |  |  |
| 26 | C | Mohamed Camara       | 6 gennaio 2000    | 10 | 1  | Red Bull Salisburgo   |  |  |
|    | C | Cheick Doucouré      | 8 gennaio 2000    | 8  | 0  | Lens                  |  |  |
| 11 | C | Abdoulaye Doucouré   | 1º gennaio 1993   | 2  | 0  | Everton               |  |  |
|    |   |                      |                   |    |    |                       |  |  |
| 14 | A | Adama Malouda Traoré | 5 giugno 1995     | 47 | 8  | Sheriff Tiraspol      |  |  |
| 7  | A | Moussa Doumbia       | 15 agosto 1994    | 36 | 5  | Stade Reims           |  |  |
| 19 | A | Moussa Djenepo       | 15 giugno 1998    | 27 | 3  | Southampton           |  |  |
| 18 | A | Abdoulay Diaby       | 21 maggio 1991    | 26 | 7  | Al-Jazira             |  |  |
| 9  | A | Ibrahima Koné        | 16 giugno 1999    | 12 | 11 | Lorient               |  |  |
| 21 | A | Nene Dorgeles        | 23 dicembre 2002  | 1  | 0  | SV Ried               |  |  |
| 13 | A | Saliou Guindo        | 12 settembre 1996 | 1  | 0  | KF Laçi               |  |  |
| 20 | A | Ibrahim Sissoko      | 27 novembre 1995  | 0  | 0  | Niort                 |  |  |

## Record individuali
Dati aggiornati al 25 marzo 2025.
- I calciatori in grassetto sono ancora attivi con la nazionale.

| Pos. | Giocatore          | Presenze | Reti | Periodo   |
| ---- | ------------------ | -------- | ---- | --------- |
| 1    | Seydou Keita       | 102      | 25   | 1998-2015 |
| 2    | Mahamadou Sidibé   | 97       | 0    | 1996-2010 |
| 3    | Bassala Touré      | 95       | 17   | 1992-2008 |
| 4    | Adama Tamboura     | 89       | 0    | 2004-2015 |
| 5    | Adama Coulibaly    | 85       | 1    | 1998-2014 |
| 6    | Soumaila Coulibaly | 83       | 14   | 1995-2009 |
| 7    | Mahamadou Diarra   | 73       | 7    | 1998-2012 |
| 8    | Djigui Diarra      | 69       | 0    | 2015-     |
| 9    | Adama Traoré       | 60       | 9    | 2013-     |
| 10   | Hamari Traoré      | 59       | 3    | 2015-     |

| Pos. | Giocatore          | Reti | Presenze | Periodo   |
| ---- | ------------------ | ---- | -------- | --------- |
| 1    | Seydou Keita       | 25   | 102      | 1998-2015 |
| 2    | Frédéric Kanouté   | 23   | 39       | 2004-2010 |
| 3    | Bassala Touré      | 17   | 95       | 1992-2008 |
| 4    | Cheick Diabaté     | 15   | 38       | 2005-2016 |
| 5    | Yaya Dissa         | 14   | 42       | 1995-2001 |
| 5    | Soumaila Coulibaly | 14   | 83       | 1995-2009 |
| 5    | Ibrahima Koné      | 14   | 22       | 2017-     |
| 8    | Modibo Maïga       | 12   | 58       | 2007-2016 |
| 8    | Kamory Doumbia     | 12   | 23       | 2022-     |
| 9    | Salif Keïta        | 11   | 26       | 1964-1972 |